# Olympische Sommerspiele 1984/Teilnehmer (Bermuda)
| Gelbes Symbol für Goldmedaillen mit stilisierten Olympischen Ringen | Graues Symbol für Silbermedaillen mit stilisierten Olympischen Ringen | Braundes Symbol für Bronzemedaillen mit stilisierten Olympischen Ringen |
| ------------------------------------------------------------------- | --------------------------------------------------------------------- | ----------------------------------------------------------------------- |
| —                                                                   | —                                                                     | —                                                                       |

Bermuda nahm an den Olympischen Sommerspielen 1984 in Los Angeles, USA, mit einer Delegation von zwölf Sportlern (elf Männer und eine Frau) teil.

## Teilnehmer nach Sportarten

### Leichtathletik
- Bill Trott
100 Meter: Vorläufe

- Gregory Simons
200 Meter: Vorläufe

- Nick Saunders
Hochsprung: 21. Platz in der Qualifikation

- Sonia Smith
Frauen, Speerwerfen: 20. Platz in der Qualifikation

### Radsport
- Buddy Ford
Straßenrennen, Einzel: DNF

- Earl Godfrey
Straßenrennen, Einzel: DNF

- Clyde Wilson
Straßenrennen, Einzel: DNF

### Reiten
- Peter Gray
Vielseitigkeit, Einzel: DNF

### Schwimmen
- Victor Ruberry
100 Meter Brust: 24. Platz
200 Meter Brust: 36. Platz

### Segeln
- Hugh Watlington
Windsurfen: 27. Platz

- Alan Burland
Tornado: 5. Platz

- Christopher Nash
Tornado: 5. Platz